# The Gaylords
The Gaylords – amerykański zespół składający się z trzech głównych wokalistów założony w 1949 r. w Detroit jako The Gay Lords. 
Popularny w latach 50., śpiewali głównie w języku angielskim i czasem po włosku.  W 1976 r. grupa stała się duetem pod nową nazwą Gaylord & Holliday.   

## obsada
- Ronnie Gaylord (właściwie Ronald L. Fredianelli)
- Burt Holliday (właściwie Bonaldo Bonaldi)
- Don Rea